# Brouvelieures
Brouvelieures – miejscowość i gmina we Francji, w regionie Grand Est, w departamencie Wogezy.
Według danych na rok 1990 gminę zamieszkiwało 499 osób, a gęstość zaludnienia wynosiła 68 osób/km² (wśród 2335 gmin Lotaryngii Brouvelieures plasuje się na 595. miejscu pod względem liczby ludności, natomiast pod względem powierzchni na miejscu 804.).